# Историја Јевреја у Турској
Историја Јевреја у Турској (тур. Türkiye Yahudileri) датира од пре 2.400 година, када су Јевреји насељавали просторе које обухвата данашња Турска. Јеврејске заједнице постојале су у Малој Азији од, барем, 5. вијека нове ере и многи Јевреји који су избачени из Шпаније и Португала Аламбарским декретом, донијетим 31. марта 1492. примљени су у Османско царство.
Данас, већина турских Јевреја живи у Израелу.

## Историја

### Стари век
Древни Израелци су познати по томе што су донијели медоносну пчелу из Анатолије, азијског дијела Турске. Тим израелских археолога нашао је 30 нетакнутих копривњача, направљених од сламе и глине, а сведочили су да је остало још 100-200 на том мјесту, у граду Тел Рехов, израелско-Хананском заједничком дијелу. Судећи по неким доказима, пчеле су донијете јер је било лакше управљати њима него пчелама у Израелу, које су биле јако агресивне.

### Римљани и византијско доба
Судећи по Танаху, Нојева барка се после потопа насукала на Арарат, планину у планинском појасу Таурус, на истоку Анатолије (сјевероисток данашње Турске), близу данашњих граница са Јерменијом и Ираном. Флавијус Јозефус, јеврејски историчар првог вијека, навео је да су јеврејски коријени из већине градова Мале Азије. У Новом Завјету се помиње да је популација Јевреја у Анатолији распрострањена. У апостолским дјелима је наведено да постоје синагоге у Иконијуму (данас Конија) 14:1 и у Ефесу (19:1). На јеврејске заједнице нису много утицали покушаји византијских царева (нарочито Јустинијана I) да их на силу преобразе у хришћане. Ти покушаји су имали мало успјеха. Тачан статус који су имали Јевреји у Малој Азији, под управом Византије и даље се истражује. Иако постоје докази о непријатељству од стране византијског становништва и власти, вјерује се да није било систематског прогона, које се дешавало у то доба у западној Европи.

### Османско царство
Прва јеврејска синагога повезана са османским царством је Ец ха-Хајим у Бурси, која је потпала под османску власт 1324. Синагога је и даље у употреби, иако се популација у Бурси смањила на око 140 људи.
Статус Јевреја у Османском царству зависио је од султанових хирова. На примјер, султан Мурат III је наредио да став према свим не муслиманима треба да буде понижавајући и да не смију да живе близу џамија и других високих грађевина, док су други били толерантнији.
Први битни догађај у историји Јевреја у Турској догодио се након освајања Константинопоља. Након што је султан Мехмед II освојио Константинопољ, нашао је град у веома лошем стању. Након што је претрпио много опсада, крсташке ратове 1204. и црну смрт 1347, град је био само сјенка своје некадашње славе. Мехмед је хтио да град буде нова пријестоница царства и приступио је реконструкцији града. У намјери да оживи град, наредио је да се Муслимани, хришћани и Јевреји из цијелог царства преселе у нову пријестоницу. За неколико мјесеци већина Романијотских Јевреја са Балкана и Анатолије је пресељена у Константинопољ, гдје су чинили 10% укупне популације у граду. Али истовремено, присиљени су да се иселе. Мада то није сматрано Антисемитизмом, посматрано је као "искључење" Јевреја.
Број Романијских Јевреја је ускоро предупређен од стране мање групе Ашказијских Јевреја, који су емигрирали у Османско царство између 1421 и 1453. Међу њима био је рабин Јижак Сарфати, са француског подручја, који је постао главни Рабин Едирнеа и написао је писмо у којем позива европске Јевреје да се доселе у Османско царство, рекавши у њему:" Зар није боље да живите под Муслиманима него под хришћанима?"
Највећи прилив Јевреја у Малу Азију и Османско царство догодио се током владавине султана Бајазита II (1481— 1512), након искључења више од 150.000 Јевреја из Шпаније, Португалије, Краљевине Сицилије и Напуља, Аламбарским декретом. Султан је послао формалну позивницу Јеврејима прогнаним из Шпаније и Португалије и они су почели да пристижу у великом броју. То је био кључни тренутак у турског јеврејским односима. У том тренутку, у Константинопољу било је око 70.000 људи. Због бројних опсада града за вријеме Крсташких ратова и Црне смрти, популација се смањила, тако да је прилив Јевреја из Шпаније и Португалије био значајан за повећање популације у граду. Осим у Константинопољу, ови сефардски Јевреји били су смјештени и у другим територијама Османског царства.
Јевреји су задовољили разне потребе у царству. Турски муслимани нису нули заинтригирани за предузећа, па су комерцијалне окупације препустили члановима других религија. Такође, нису имали повјерења у хришћанске поданике, чије су земље скоро освојене од стране Османског царства, због чега су више преферирали јеврејске поданике.
Сефардима је дозвољено да се смјесте у богатим градовима царства у Европи. као што су Константинопољ, Сарајево, Солун, Адријанопољ и Никополис, сјеверну и западну Анатолију (Бурса, Ејдин, Токат, Амасја), као и на обалама Медитерана ( градови као што су Јерусалим, Дамаск, Египат и Сафед). Шпански Јевреји су Измир населили касније. Популација Јевреја у Јерусалиму је порасла са 70 породица 1488. године на 1.500 почетком 16. вијека. У Сафеду је популација са 300 породица порасла на 2.000. У Константинопољу, јеврејска заједница бројала је 30.000, са 44 синагоге. Бајазит је дозволио Јеврејима да живе на обалама Златног рога. Египат, нарочито Каиро, примио је велики број прогнаних Јевреја, који су ускоро по бројности престигли домаће Јевреје. Постепено, главни центар Сефарда постао је Солун, гдје су шпански Јевреји убрзо престигли по бројности Јевреје других националности и, у једном периоду, престигли су и домаће становништво.
Иако је статус Јевреја у Османском царству често био преувеличан неоспорно је да су уживали толеранцију. Под системом милета били су организовани као религијска заједница, поред других милета (православни милет, Јерменски милет итд.) У оквиру свог милета, имали су разумну количину административне аутономије, а представљао их је Хакам Баши, главни Рабин. У Османском царству није било ограничења у професијама којима Јевреји смију да се баве, као што је био случај у хришћанским државама на западу. Постојала су ограничења у областима у којима Јевреји могу да живе или раде, али таква ограничења су се односила и на друге религије. Као и сви немуслимани, Јевреји су морали да плаћају харач и имали су ограничења у погледу одјеће, јахања коња, служења војске и сл. али су с времена на вријеме ограничења могла бити надмудрена.
Током Класичног Османског периода (1300–1600), Јевреји су, заједно са многим другим заједницама, уживали одређени ниво благостања. У поређењу са другим народима у Османском царству, Јевреји су имали доминантну моћ у трговини, дипломатији и другим високим пословима. У 16. вијеку, Јевреји су били најистакнутији од милета, највећи успон јеврејског утицаја је вјероватно постављање Јозефа Насија за санџак-бега Наксоса. Такође, у првој половини 17. вијека, Јевреји су били истакнути у пољопривреди. То је описао Хаим Гербер: "Мој утисак је да није постојао притисак, бројао се само учинак"
Трпељивост између Јевреја и Турака је било мање уобичајена него на арапским територијама. Током владавине Мурата IV (1623–1640), Јевреји у Јерусалиму су били прогоњени од стране Арапа који је купио намјесништво тог града од гувернера провинције. У периоду од 1660. до 1662. под влашћу Мехмеда IV, град Сафед, у којем је била битна јеврејска заједница, уништен је од стране Арапа. Године 1678, Мехмед IV је наредио прогон Јевреја из Јемена у пустињу Мавза, у догађају који је остао у памћењу јеменских Јевреја као велика трагедија.
Додатни проблем за Јевреје био је недостатак међусобног заједништва. У Османско царство су дошли из многих држава, доносећи са собом сопствене обичаје и мишљења, за која су се држали чврсто и оформили су одвојене заједнице. У 17. вијеку, рабин Сабатај Цеви се прогласио месијом. Ухваћен је од стране османских власти и пружен му је избор, смрт или да се преобрати у ислам, изабрао је ово друго, у чему су га пратили следбеници.
Историја Јевреја у 18. и 19. вијеку у Османском царству углавном се своди на опадање утицаја и моћи. Изгубили су утицајну позицију у трговини од Грка, који су капитализовали своје религијско-културне везе са западом и њиховом трговачком дијаспором. Османски Јевреји су имали разноврсне погледе на улогу Јевреја у Османском царству, од Отоманизма до Ционизма. На примјер, Емануел Карасу из Солуна је вјеровао да Јевреји у Османском царству треба да буду Турци на првом мјесту, а Јевреји на другом.
Већина османских Јевреја живјела је у европским провинцијама Османског царства. Након распада Османског царства, Јевреји из тих региона су потпали под хришћане. Босански Јевреји су потпали под Аустроугарску након окупације 1878. Са њима су дошли ашкенашки Јевреји. У Грчкој, Бугарској и Србији, смањио се број Јевреја.

## Рана република
Популација Јевреја у Османском царству достигла је 200.000 на почетку 20. вијека. Територије изгубљене у периоду од 1829. до 1913. од нових хришћанских држава на Балкану, значајно су смањиле тај број.
Проблеми током 20. вијека и процес трансформисања старог Османског царства у националну секуларну државу након 1923. имао је негативан ефекат на број мањина, укључујући и Јевреје. Након 1933. нови закон је ступио на снагу у нацистичкој Њемачкој, који је обавезао све који нису били Аријевци да напусте посао. То је значило да сви јеврејски научници у Њемачкој морају да буду отпуштени. Незапослени научници, на челу са Албертом Ајнштајном оформили су организацију у Швајцарској. Професор Шварц, генерални секретар организације, састао се са турским министром образовања, у намјери да обезбиједи посао за 34 јеврејска научника на турским универзитетима, посебно на истанбулском универзитету. Алберт Ајнштајн је послао писмо премијеру Турске, Исмету Иненију, у септембру 1933. у којем тражи посао за незапослене њемачко-јеврејске научнике. Као резултат писма, у Турску је стигло 1.000 Јевреја.
Планирана депортација Јевреја из Источне Тракије и прогон 1934. су догађаји који су изазвали несигурност Јевреја у Турској. Године 1942. турске власти су увеле порез Варлик вергиси (такса за богате) у случају уласка државе у Други светски рат, такса је највише погађала немуслимане, иако је била прописана за све богате становнике. Такса је и даље позната као катастрофална међу немуслиманима у Турској и имала је веома штетне последице по популацију Јевреја у Турској. Многи људи који нису могли да плате прекомјерне таксе, послати су у радне логоре, а око 30.000 Јевреја је емигрирало. Такса је виђена као расистички покушај да умање економску моћ вјерских мањина у Турској.

## Други свјетски рат
Турска је служила као транзит европским Јеврејима који су бјежали од нациста током тридесетих и четрдесетих година.
Иако је Турска остала неутрална током Другог свјетског рата (док није симболично објавила рат Њемачкој 23. фебруара 1943.) и званично је забранила издавање виза њемачким Јеврејима, индивидуалци попут Нечдета Кента, Селахатина Илкумена, Бехича Еркина и Намика Кемала, који су радили напорно и ризиковали животе да спасу Јевреје од холокауста. Станфорд Шоу тврди да је Турска спасила 100.000 Јевреја, док други историчар, Рифат Бали, тврди да је Турска спасила 15.000, а историчар Тувија Фрилинг, израелски експерт за Балкан, тврди да је тај број 20.000. У својој књизи, Арнолд Рејсман написао је да је тај број 35.000, укључујући 15.000 турских Јевреја из Француске и око 20.000 Јевреја из источне Европе.
Меморијална плоча, са бронзаним епитафом је отворена 2012. као трећи индивидуални меморијал од стране држава (након Пољске и Холандије). Плоча је отворена у концентрационом логору Берген-Белзен, у част осам турских становника, убијених током нацистичког режима у логору, у којем је између осталих умрла и Ана Франк. Турски амбасадор у Берлину, Хусејин Карслиоглу, истакао је у говору приликом отварања да је Њемачка ослободила 105 турских становника, који су били у логору, након договора двије државе, вратили су се у Турску у априлу 1945. Нема званичних података о другим турским Јеврејима који су можда умрли током холокауста у нацистичкој Њемачкој.
Судећи по Рифату Балију, турске власти сносе дио одговорности за догађај познат као Катастрофа Струма, у коме је убијено 781 Јевреј и 10 чланова посаде малог брода Струма, јер су одбили да дозволе јеврејским бјегунцима на броду да се искрцају у Турској. Вилијам Рубинштајн је отишао мало даље, тврдећи да је Велика Британија притиснула Турску да не дозволи путницима са брода Струма да се искрцају, у намјери да спријечи будућу миграцију Јевреја у Палестину.

## Емиграција из Турске у Израел
Када је успостављена Република Турска 1923. Алијах (емиграција Јевреја у Израел) није био популаран међу турским Јеврејима, емиграција из Турске у Палестину је била минимална током двадесетих година 20. вијека. Као и у другим државама са већинским муслиманским становништвом, дискриминација је касније постала главни узрок емиграције Јевреја из Турске у Палестину.
Између 1933. и 1948. око 7.300 Јевреја је емигрирало из Турске у Палестину Након прогона у Тракији 1934. имиграције су пораске. Процијењено је да је 1934. 521 Јевреј емигрирао из Турске у Палестину, док је тај број 1935. износио 1.445. Имиграције у Палестину организовала је јеврејска агенција палестинска организацијаАлија Аноар. Порез Варлик вергиси, који је успостављен 1942. је значајно охрабриo Јевреје да емигрирају из Турске у Палестину. Између 1943. и 1944. 4.000 Јевреја је емигрирало.
Јевреји у Турској су реаговали позитивно на стварање државе Израел. Између 1948. и 1951. 34.547 Јевреја је емигрирало у Израел, скоро 40%, укупне јеврејске популације у Турској у то доба. Имиграција је обустављена на неколико мјесеци 1948. када је Турска суспендовала дозволе за миграцију услед притиска арапских држава. Турска није признала одмах Израел и суспендовала је дозволе за емиграцију у новембру 1948. као одговор на примједбе арапских држава. Ипак, забране нису зауставиле емиграције Јевреја на илегалне начине. 
У марту 1949. суспензија је укинута када је Турска званично признала Израел и емиграције су настављене, исте године је емигрирало 26.000 Јевреја. Емиграције су биле потпуно добровољне и примарно су вођене економским факторима, већина емиграната су били припадници сиромашне класе. Емиграција Јевреја је друга најмасовнија емиграција из Турске, након велике размјене становништва између Грчке и Турске 1920-их.
Након 1951. емиграција Јевреја из Турске у Израел је драстично опала. У периоду од 1948. до 1951. 27.473 Јевреја је емигрирало у Израел, док је од 1952. до 1960. емигрирало 6.871, број је константно опадао, а од 2001. емигрирало је 274 Јевреја.
Почетком педесетих година, 10% Јевреја који су емигрирали у Израел, вратили су се у Турску. Нова синагога, Неве Шалом саграђена је у Истанбулу 1951. Турски Јевреји који су емигрирали у Израел, интегрисали су се у друштво и нису се разликовали од других Израелаца. Ипак, задржали су турску културу и контакт са Турском, а подржаваоци су блиских односа Турске и Израела.

## Период демократске партије
У ноћи између 6. и 7. септембра 1955. покренут је септембарски погром у Истанбулу. Погром је био усмјерен против Грка, док су мете били и Јевреји и Јермени. Штета која је учињена била је углавном материјална. Око 4.000 радњи и 1.000 кућа које су припадале Грцима, Јеврејима и Јерменима су уништене.

## Данас
Тренутна популација Јевреја у Турској Процијењена је на 17.400 2012. године. Већина, скоро 95% живи у Истанбулу, око 2.500 живи у Измиру, а друге мање групе живе у Адани, Анкари, Бурси, Чанакалеу и Кикларелију. Скоро 96% Јевреја у Турској су Сефарди, док су остали углавном Ашкенази, уз мању групу Романијона.
Антакја је дом десет јеврејских породица, већина од њих воде поријекло од мизрахијских Јевреје, који су се доселили прије 2.500 година из Алепа. Број је некад био већи, али се већина преселила у Истанбул, Израел и друге државе. Турске Јевреје преставља Хакам Баши, главни рабин.
Године 2001. отворен је јеврејски музеј у Турској, од стране Квинсентинијал фондације, организације основане 1982. Фондација је састављена од 113 турских становника, Јевреја и Муслимана, отворена је у знак обиљежавања 500 годишњице досељавања Сефарда у Османско царство. Јеврејска популација у Турској се суочила са опадањем и број је смањен на 17.000 са првобитних 23.000. Узрок су миграције у Израел из страха од антисемитизма, али такође и због смањења природног прираштаја. Тренутно, број умрлих је два пута већи од броја рођених. Између септембра и априла 2011. 129 турских Јевреја је умрло, док је рођено само 60.

## Антисемитизам
Судећи по истраживању на универзитету у Тел Авиву, антисемитизам у медијима и књигама створио је ситуацију у којој су млади, образовани Турци формирали негативно мишљење о Јеврејима и Израелу. Насиље над Јеврејима десило се 2003. У Истанбулу је убијен зубар на својој клиници, од стране човјека који је признао да је починио злочин због антисемитизма. Године 2009. велики број јеврејских студената је доживјело вербално узнемиравање и психички напад, а јеврејски војник у турској војсци је нападнут.
Синагога Неве Шалом у Истанбулу је нападата три пута. Прво 6. септембра 1986. арапски терористи су упуцали 22 јеврејска вјерника и ранили шест током Шабата у синагоги. За овај напад окривљен је палестински војник Абу Нидал. Синагога је нападнута опет током бомбардовања Истанбула 2003. заједно са синагогом Бет Израел, убивши 20, а повриједивши скоро 300 људи, и Јевреја и Муслимана. Иако је локална турска војна група Велики источни исламистички фронт, преузела одговорност за напад, полиција је тврдила да је бомбашки напад превише софистициран да би био изведен од стране те групе, док је израелска влада истакла: "Напад мора да је био барем координисан од стране међународне терористичке организације." Када је Реџеп Тајип Ердоган изабран за премијера 2003. почела је исламизација Турске. Ердоган је такође био познат по снажној реторици против Израела. Након израелске операције у Гази и именовања Ахмета Давутоглуа за министра спољних послова Турске 2009. године, анти израелска политика је постала израженија у спољној политици Турске.
Традиционално, емиграције из Турске у Израел су ослабиле након педесетих година. Упркос антисемитизму и повременом насиљу, Јевреји су се углавном осјећали сигурно у Турској. У 2000.тим годинама, емиграције су остале слабе, упркос порасту антисемитизма. Године 2008. само је 112 турских Јевреја емигрирало, док је тај број 2009. износио 250. 31. маја 2010. израелка војска је извела напад на шест цивилних бродова у Гази, у међународним водама Медитеранског мора. Девет активиста је убијено. Након тог догађаја, антисемитизам у Турској је порастао и постао много отворенији, а извршен је и економски притисак на јеврејску заједницу. Услиједио је бојкот јеврејских предузећа, посебно текстилних и израелски туристи који су често посјећивали радње јеврејсих трговаца, у великој мјери су престали да посјећују Турску. Као резултат тога, број турских Јевреја који су емигрирали у Израел се повећао. У септембру 2010. јеврејска популација у Турској је спала на 17.000 са претходних 23.000. Тренутно, јеврејска заједница је под све већим пријетњама од стране екстремиста. Многи турски Јевреји су емигрирали у Израел у потрази за јеврејском супругом, због повећаних тешкоћа да је нађу у малој турској јеврејској заједници. Године 2012. број Јевреја заинтересованих за одлазак у Израел је порастао за 100%, велики број јеврејских бизнисмена су свој посао премјестили у Израел и стотине се селе сваке године.
У октобру 2013. велики број турских Јевреја емигрирао је у Израел, у просјеку једна породица недељно, док се стотине младих Јевреја селе у САД и Европу.

## Турска и Израел
Турска је међу првим државама формално признала Израел. Израел и Турска блиско сарађују војно и економски, потписали су вишемилионски пројекат, изградњу цјевовода за снадбијевање бензином, нафтом и другим суплементима, од Турске до Израела. Године 2003. основана је организација Аркадаш у Израелу. Асоцијација Аркадаш је турско-јеврејски културни центар у Јехуду, који настоји да сачува турско-јеврејско наслеђе и промовише пријатељство. између Израелаца и Турака. Године 2004. основана је заједница Улкумен-Сарфати, од стране Јевреја и Турака у Њемачкој. Заједница је отворена јер су Селахатин Улкумен и Јиџак Сарфати хтјели да промовишу међукултурални и религијски дијалог, а уз то су хтјели да информишу о вишевјековним добрим односима између Јевреја и Турака.

## Дијаспора
Бројне миграције изван Турске проузроковале су да се потомци турских Јевреја нађу у Европи, Израелу, Канади и САД. Данас, постоји неколико синагога које одржавају турско-јеврејску традицију.
Синагога Викур Холим у Сијетлу, оформљена је од стране Јевреја и Турака и и даље је у употреби од стране шпанских Јевреја. Креирали су сидур, који су назвали Зехут Јозеф, који је написао Исак Азосе, с намјером да сачува њихову јединствену традицију.
Задњих година, стотине турских Јевреја, који су успјели да докажу да су потомци Јевреја избачених из Португалије 1497. емигрирало је у Португалију, гдје су добили држављанство.